# Cantonul Montesquiou
Cantonul Montesquiou este un canton din arondismentul Mirande, departamentul Gers, regiunea Midi-Pyrénées, Franța.

## Comune
| Comune              | Populație (1999) | Cod poștal | Cod INSEE |
| ------------------- | ---------------- | ---------- | --------- |
| Armous-et-Cau       | 90               | 32230      | 32009     |
| Bars                | 139              | 32300      | 32030     |
| Bassoues            | 376              | 32320      | 32032     |
| Castelnau-d'Anglès  | 90               | 32320      | 32077     |
| Courties            | 49               | 32230      | 32111     |
| Estipouy            | 193              | 32300      | 32128     |
| Gazax-et-Baccarisse | 99               | 32230      | 32144     |
| L'Isle-de-Noé       | 443              | 32300      | 32159     |
| Louslitges          | 84               | 32230      | 32217     |
| Mascaras            | 52               | 32230      | 32240     |
| Monclar-sur-Losse   | 102              | 32300      | 32265     |
| Montesquiou         | 570              | 32320      | 32285     |
| Mouchès             | 73               | 32300      | 32293     |
| Peyrusse-Grande     | 210              | 32320      | 32315     |
| Peyrusse-Vieille    | 78               | 32230      | 32317     |
| Pouylebon           | 155              | 32320      | 32326     |
| Saint-Christaud     | 90               | 32320      | 32367     |